# Schnellfahrstrecke Peking–Hongkong
| |                                       |                        |                        |
| Streckenlänge: | 2360 km                               |                        |                        |
| Spurweite: | 1435 mm (Normalspur)                  |                        |                        |
| Stromsystem: | 50 Hz, 25 kV ~                        |                        |                        |
| Maximale Neigung: | 20 ‰                                  |                        |                        |
| Minimaler Radius: | Regelwert: 9000 m Ausnahmewert 7000 m |                        |                        |
| Streckengeschwindigkeit: | 350 km/h                              |                        |                        |
| |                                       |                        |                        |
| \| \| 0 \| Peking West \| Peking West \| \| \| 59 \| Zhuozhou Ost \| Zhuozhou Ost \| \| \| 84 \| Gaobeidian Ost \| Gaobeidian Ost \| \| \| 139 \| Baoding Ost \| Baoding Ost \| \| \| 200 \| Dingzhou Ost \| Dingzhou Ost \| \| \| 244 \| Shijiazhuang Flughafen \| Shijiazhuang Flughafen \| \| \| 280 \| Shijiazhuang Süd \| Shijiazhuang Süd \| \| \| 323 \| Gaoyi West \| Gaoyi West \| \| \| 384 \| Xintai Ost \| Xintai Ost \| \| \| 437 \| Handan Ost \| Handan Ost \| \| \| 497 \| Anyang Ost \| Anyang Ost \| \| \| 542 \| Hebi Ost \| Hebi Ost \| \| \| 595 \| Xinxiang Ost \| Xinxiang Ost \| \| \| 663 \| Zhengzhou Ost \| Zhengzhou Ost \| \| \| 595 \| Xinzheng Ost \| Xinzheng Ost \| \| \| 744 \| Xuchang Ost \| Xuchang Ost \| \| \| 799 \| Luohe West \| Luohe West \| \| \| 864 \| Zhumadian West \| Zhumadian West \| \| \| 917 \| Minggang Ost \| Minggang Ost \| \| \| 960 \| Xinyang Ost \| Xinyang Ost \| \| \| 1024 \| Xiaogan Nord \| Xiaogan Nord \| \| \| \| Hengdian Ost \| \| \| \| 1136 \| Wuhan \| Wuhan \| \| \| 1237 \| Wulongquan Ost \| Wulongquan Ost \| \| \| 1221 \| Xianning Nord \| Xianning Nord \| \| \| 1264 \| Chibi Nord \| Chibi Nord \| \| \| 1346 \| Yueyang Ost \| Yueyang Ost \| \| \| 1416 \| Miluo Ost \| Miluo Ost \| \| \| \| Tunnel \| \| \| \| 1484 \| Changsha Süd \| Changsha Süd \| \| \| 1524 \| Zhuzhou West \| Zhuzhou West \| \| \| 1591 \| Hengshan West \| Hengshan West \| \| \| 1632 \| Hengyang Ost \| Hengyang Ost \| \| \| 1687 \| Leiyang West \| Leiyang West \| \| \| 1687 \| Chenzhou West \| Chenzhou West \| \| \| 1766 \| Lechang Ost \| Lechang Ost \| \| \| 1896 \| Shaoguan \| Shaoguan \| \| \| 1966 \| Yingde West \| Yingde West \| \| \| 2021 \| Qingyuan \| Qingyuan \| \| \| 2060 \| Guangzhou Nord \| Guangzhou Nord \| \| \| \| Jin Shazhou Tunnel \| 4500 m \| \| \| 2105 \| Guangzhou Süd \| Guangzhou Süd \| \| \| 2207 \| Shenzhen Nord \| Shenzhen Nord \| \| \| 2247 \| Hongkong West Kowloon \| Hongkong West Kowloon \| |                                       |                        |                        |
| Kopfbahnhof Streckenanfang | 0                                     | Peking West            | Peking West            |
| Bahnhof | 59                                    | Zhuozhou Ost           | Zhuozhou Ost           |
| Bahnhof | 84                                    | Gaobeidian Ost         | Gaobeidian Ost         |
| Bahnhof | 139                                   | Baoding Ost            | Baoding Ost            |
| Bahnhof | 200                                   | Dingzhou Ost           | Dingzhou Ost           |
| Bahnhof | 244                                   | Shijiazhuang Flughafen | Shijiazhuang Flughafen |
| Bahnhof | 280                                   | Shijiazhuang Süd       | Shijiazhuang Süd       |
| Bahnhof | 323                                   | Gaoyi West             | Gaoyi West             |
| Bahnhof | 384                                   | Xintai Ost             | Xintai Ost             |
| Bahnhof | 437                                   | Handan Ost             | Handan Ost             |
| Bahnhof | 497                                   | Anyang Ost             | Anyang Ost             |
| Bahnhof | 542                                   | Hebi Ost               | Hebi Ost               |
| Bahnhof | 595                                   | Xinxiang Ost           | Xinxiang Ost           |
| Bahnhof | 663                                   | Zhengzhou Ost          | Zhengzhou Ost          |
| Bahnhof | 595                                   | Xinzheng Ost           | Xinzheng Ost           |
| Bahnhof | 744                                   | Xuchang Ost            | Xuchang Ost            |
| Bahnhof | 799                                   | Luohe West             | Luohe West             |
| Bahnhof | 864                                   | Zhumadian West         | Zhumadian West         |
| Bahnhof | 917                                   | Minggang Ost           | Minggang Ost           |
| Bahnhof | 960                                   | Xinyang Ost            | Xinyang Ost            |
| Bahnhof | 1024                                  | Xiaogan Nord           | Xiaogan Nord           |
| Bahnhof |                                       | Hengdian Ost           | Hengdian Ost           |
| Bahnhof | 1136                                  | Wuhan                  | Wuhan                  |
| Bahnhof | 1237                                  | Wulongquan Ost         | Wulongquan Ost         |
| Bahnhof | 1221                                  | Xianning Nord          | Xianning Nord          |
| Bahnhof | 1264                                  | Chibi Nord             | Chibi Nord             |
| Bahnhof | 1346                                  | Yueyang Ost            | Yueyang Ost            |
| Bahnhof | 1416                                  | Miluo Ost              | Miluo Ost              |
| Tunnel |                                       | Tunnel                 | Tunnel                 |
| Bahnhof | 1484                                  | Changsha Süd           | Changsha Süd           |
| Bahnhof | 1524                                  | Zhuzhou West           | Zhuzhou West           |
| Bahnhof | 1591                                  | Hengshan West          | Hengshan West          |
| Bahnhof | 1632                                  | Hengyang Ost           | Hengyang Ost           |
| Bahnhof | 1687                                  | Leiyang West           | Leiyang West           |
| Bahnhof | 1687                                  | Chenzhou West          | Chenzhou West          |
| Bahnhof | 1766                                  | Lechang Ost            | Lechang Ost            |
| Bahnhof | 1896                                  | Shaoguan               | Shaoguan               |
| Bahnhof | 1966                                  | Yingde West            | Yingde West            |
| Bahnhof | 2021                                  | Qingyuan               | Qingyuan               |
| Bahnhof | 2060                                  | Guangzhou Nord         | Guangzhou Nord         |
| Tunnel |                                       | Jin Shazhou Tunnel     | 4500 m                 |
| Bahnhof | 2105                                  | Guangzhou Süd          | Guangzhou Süd          |
| Bahnhof | 2207                                  | Shenzhen Nord          | Shenzhen Nord          |
| Kopfbahnhof Streckenende | 2247                                  | Hongkong West Kowloon  | Hongkong West Kowloon  |

Die Schnellfahrstrecke Peking–Hongkong verbindet in der Volksrepublik China die Hauptstadt Peking mit der südchinesischen Stadt Hongkong. Durch diese Strecke werden die Provinzen Hebei, Henan, Hubei, Hunan und Guangdong sowie Hongkong an die Hauptstadt angebunden.
Sie besteht aus der Schnellfahrstrecke Peking–Guangzhou, auch als Jinggang PDL bezeichnet, die am 26. Dezember 2012 in Betrieb ging und dem Guangzhou–Shenzhen–Hong Kong Express Rail Link, welcher zwischen Guangzhou und Shenzhen seit dem 26. Dezember 2011 in Betrieb ist und zwischen Guangzhou und Kowloon am 23. September 2018 eröffnet wurde.

## Streckenabschnitte

### Schnellfahrstrecke Peking–Wuhan
Der Bau des 281 km langen Abschnittes Beijing-Shijiazhuang begann am 7. Oktober 2008. Am 25. Juli 2012 waren die Gleise fertig verlegt.
Der Abschnitt Anyang–Zhengzhou ist seit dem 1. April 2012 im Probebetrieb, der Abschnitt Zhengzhou–Wuhan seit dem 26. August 2012. Die Eröffnung Zhengzhou–Wuhan erfolgte am 28. September 2012. Die verbleibende Strecke Zhengzhou–Shijiazhuang–Peking wurde am 26. Dezember 2012 eröffnet, womit die Strecke durchgängig von Peking bis Guangzhou in Betrieb ist.

### Schnellfahrstrecke Wuhan–Guangzhou
Am 26. Dezember 2009 wurde der 1068,6 km lange südliche Streckenabschnitt zwischen Wuhan und Guangzhou mit 18 Bahnhöfen in Betrieb genommen, mit dessen Bau am 23. Juni 2005 begonnen wurde. Bei Versuchsfahrten wurde eine Spitzengeschwindigkeit von 394 km/h erreicht. Aufgrund der schwierigen Streckenmorphologie bestehen 65 % des Abschnitts zwischen Wuhan und Guangzhou aus Brücken und Tunneln.
Eine besondere Herausforderung war der Bau des 4500 Meter langen Jin Shazhou Tunnels unter dem Perlfluss bei Guangzhou. Das Bauwerk weist teilweise nur sechs Meter Überdeckung auf und musste inmitten von besiedeltem Gebiet erstellt werden. Die Baukosten der gesamten Strecke betrugen ungefähr 17 Milliarden US-Dollar.
Die Strecke wird mit einer Geschwindigkeit von bis zu 350 km/h befahren. China nimmt damit für sich in Anspruch, die schnellste kommerziell betriebene Schnellfahrstrecke der Welt zu besitzen. Express-Züge ohne Zwischenhalt benötigen für die Strecke zwischen Wuhan und Guangzhou knapp drei Stunden und erreichen damit eine Durchschnittsgeschwindigkeit von 313 km/h. Eingesetzt werden Züge der Baureihen CRH2 und CRH3.

### Schnellfahrstrecke Guangzhou–Hongkong
Am 26. Dezember 2011, ein Jahr vor der Aufnahme des durchgehenden Betriebes in Richtung Peking, wurde der 102 km lange Abschnitt zwischen Guangzhou Süd und Shenzhen Nord in Betrieb genommen.
Am 30. Dezember 2015 kam der Teilabschnitt zwischen Shenzhen North und Futian hinzu.
Der Abschnitt Futian bis Hongkong wurde im September 2018 eröffnet. Die Strecke endet in der West Kowloon Station, bei Eröffnung der größte unterirdische Bahnhof der Welt.